# Nya
Nya er et af de fem departementer, som udgør regionen Logone Oriental i Tchad.
8°41′N 16°34′Ø / 8.68°N 16.57°Ø